# Principato di Kiev
Il Principato di Kiev (in antico slavo orientale Киевское кънѧжьство, Kievskoe kŭnęzhĭstvo, in russo Киевское княжество?, Kievskoe kniazhestvo, in ucraino Київське князівство?, Kyivske kniazivstvo) fu uno stato slavo orientale che comprendeva le regioni centrali intorno alla capitale Kiev, nel territorio dell'attuale Ucraina.
Il principato si formò all'inizio del XII secolo durante il processo di frammentazione della Rus' di Kiev. Di conseguenza, il ruolo dei gran principi di Kiev fu gradualmente ridotto fino a comprendere solo le regioni centrali della Rus', quelle cioè circostanti la capitale, Kiev. Queste regioni costituirono così il cosiddetto principato di Kiev. Rimase come ente politico fino alla metà del XII secolo, quando i mongoli di Gengis Khan aggredirono e conquistarono il principato assieme a vari altri Stati rus' (invasione mongola della Rus' di Kiev).